# Contea di Cumberland (New Jersey)
La contea di Cumberland, in inglese Cumberland County, è una contea del New Jersey meridionale negli Stati Uniti. Il capoluogo è Bridgeton.

## Geografia fisica
La contea confina a ovest e nord con la contea di Salem, a nord con la contea di Gloucester, a nord-est con la contea di Atlantic ed a sud-est con la contea di Cape May. A sud si affaccia sulla baia di Delaware ed a sud-ovest sull'estuario del fiume Delaware, oltre il quale si trova la contea di Sussex in Delaware.
Il territorio è pianeggiante e nei punti più alti non supera i 45 metri di altitudine. L'area orientale ricade nella regione del Pine Barrens ed è ricoperta da foreste. La costa sulla baia del Delaware è caratterizzata da ampie zone umide. Il fiume principale è il Maurice, che scava un lungo estuario nell'area centrale sfociando nella baia di Delaware. Il fiume Maurice riceve da sinistra gli affluenti Mantico Creek e Manumuskin. Al confine orientale con la contea di Atlantic scorre il fiume Tuckahoe. L'area occidentale è drenata dai fiumi Cohansey e Stow (quest'ultimo al confine con la contea di Salem), che formano dei lunghi estuari prima di sfociare nella baia di Delaware.
Il capoluogo di contea è la città di Bridgeton, posta sul fiume Cohansey. La maggiore città è Vineland, posta nel nord della contea.

## Storia
All'arrivo dei primi europei nel XVII secolo l'area dell'attuale contea era abitata dagli indiani Lenni Lenape. I primi colonizzatori europei furono gli svedesi sui quali prevalsero nel 1654 gli olandesi ed infine gli inglesi.
La contea fu istituita nel 1748 separandone il territorio da quello della contea di Salem. Fu nominata Cumberland in onore di Guglielmo, duca di Cumberland per il suo ruolo fondamentale nella battaglia di Culloden.

## Comuni

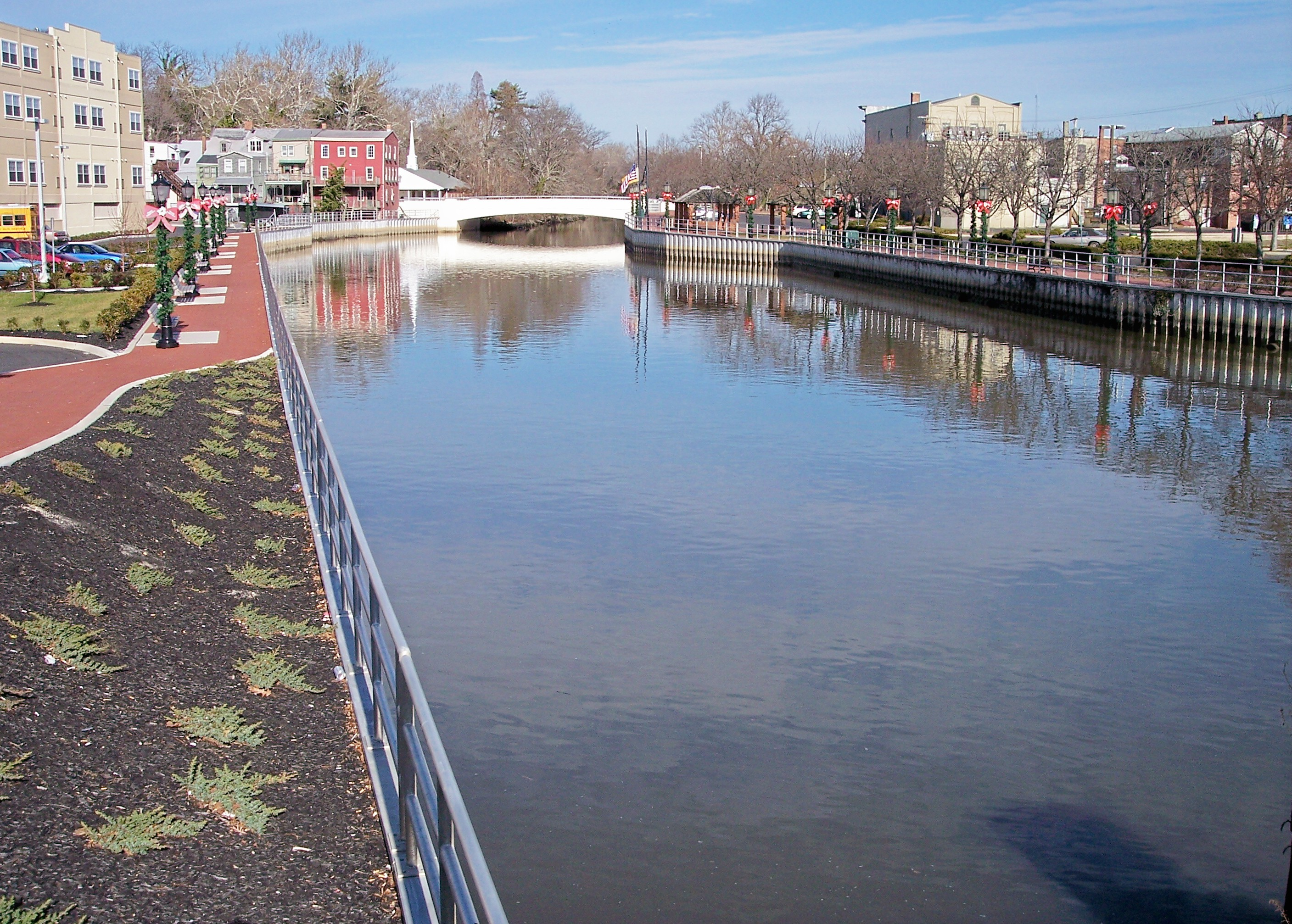
Il fiume Cohansey a Bridgeton

| - Bridgeton - city - Commercial - township - Deerfield - township - Downe - township - Fairfield - township - Greenwich - township - Hopewell - township | - Lawrence - township - Maurice River - township - Millville - city - Shiloh - borough - Stow Creek - township - Upper Deerfield - township - Vineland - city |